# Deutsche Handballmeisterschaft 1951
Die Deutsche Handballmeisterschaft 1951 wurde in einem Endrundenturnier am 10. und 11. Februar 1951 ausgespielt. Austragungsort war die Münsterlandhalle im westfälischen Münster, die mit jeweils 5000 Zuschauern an beiden Tagen ausverkauft war.
Das Turnier war die zweite Endrunde um die deutsche Meisterschaft im Hallenhandball unter Leitung des DHB.
Noch einmal verbessert gegenüber dem Vorjahr zeigte sich die SV Polizei Hamburg, die sich am besten auf die taktischen Variationsmöglichkeiten gegenüber dem Feldhandball eingestellt hatte. Die Hamburger waren der Konkurrenz aus den anderen Landesverbänden aber auch körperlich deutlich überlegen und wurden zum zweiten Mal in Serie Deutscher Meister im Hallenhandball, nachdem sie im Endspiel den VfL Oßweil mit 19:3 überrannt hatten.

## Modus
Die Meistermannschaften der vier Regionalverbände Nord (SV Polizei Hamburg), West (TSV Fortuna Düsseldorf), Südwest (TSG Haßloch) und (Süd) (VfL Oßweil) sowie der Meister des Landes-/Regionalverbands Berlin (VfL Sportfreunde Berlin) spielten im K.-o.-System die Deutsche Meisterschaft aus.
In einem Ausscheidungsspiel standen sich dabei am 3. Februar in Göppingen zunächst die TSG Haßloch und der VfL Oßweil gegenüber, das Halbfinale und die Platzierungsspiele in der Woche darauf fanden in Münster statt.
Die Spieldauer war für die Endrunde ausnahmsweise auf 2 × 25 Minuten festgelegt worden.

## Turnierverlauf
In allen Spielen demonstrierte die SV Polizei Hamburg ihre Überlegenheit, die einerseits darauf beruhte, dass die Hamburger das „schwedische System“ der Ballkontrolle aus einer starken Abwehr heraus gegenüber dem Vorjahr weiter perfektioniert hatten. Sie hatten andererseits als einzige Mannschaft ihr Spiel bereits komplett auf die veränderten Bedingungen in der Halle umgestellt. Der Spielführer des Polizeivereins, Werner Vick, sah den Erfolg darin begründet, dass die Mannschaft sich mit rationellerer Spielweise auf die verlängerte Spieldauer eingestellt hatte. Zudem standen den Hamburgern zwei gleich starke Sturmreihen zur Verfügung, die jeweils geschlossen ausgewechselt wurden.
Ausscheidungsspiel, 3. Februar
- VfL Oßweil – TSG Haßloch: 16:14

Halbfinale, 10. Februar
- VfL Oßweil – TSV Fortuna Düsseldorf: 14:9
- SV Polizei Hamburg – VfL Sportfreunde Berlin: 11:7

Spiel um Platz drei, 11. Februar
- VfL Sportfreunde Berlin – TSV Fortuna Düsseldorf: 12:9

Finale, 11. Februar
- SV Polizei Hamburg – VfL Oßweil: 19:3 (Halbzeit: 10:2)